# Klangstation

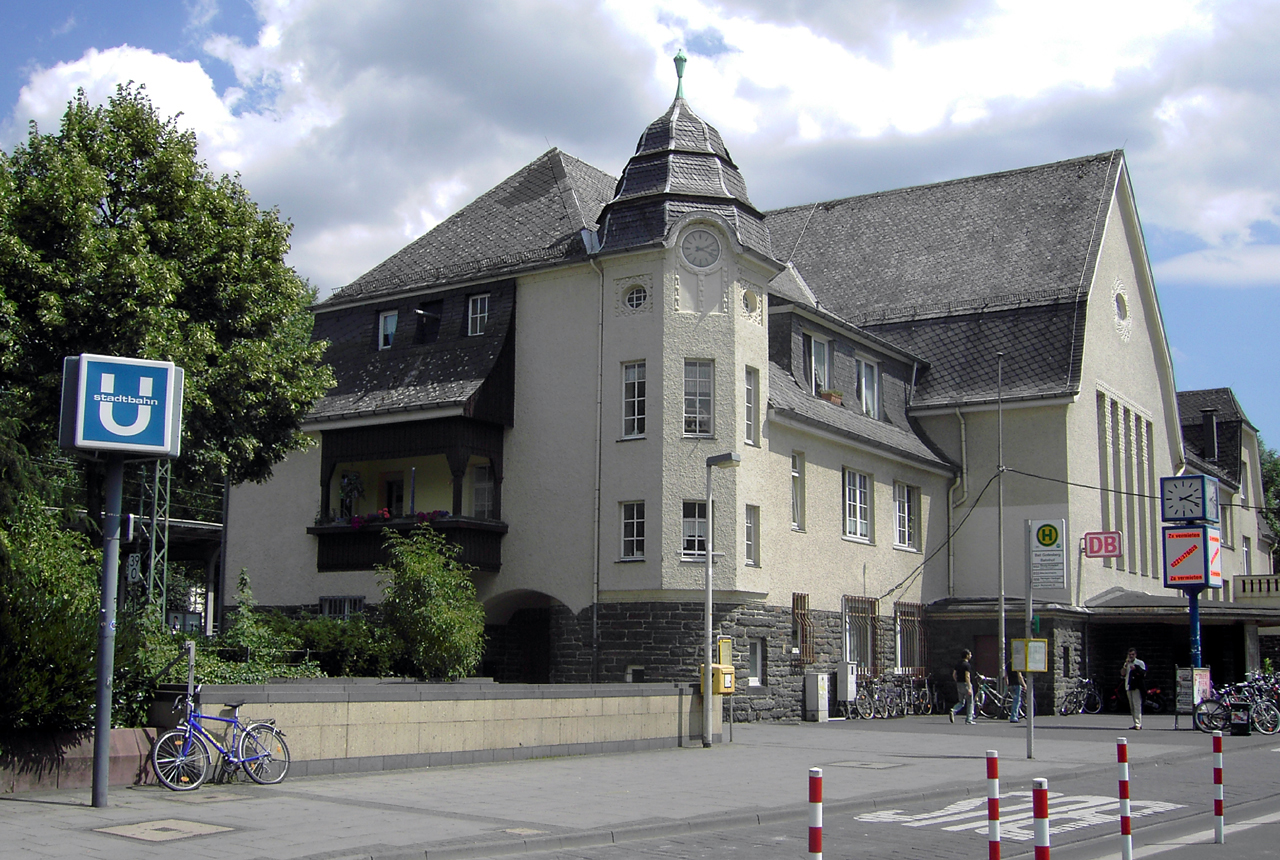
Im Bad Godesberger Bahnhof befand sich die Klangstation

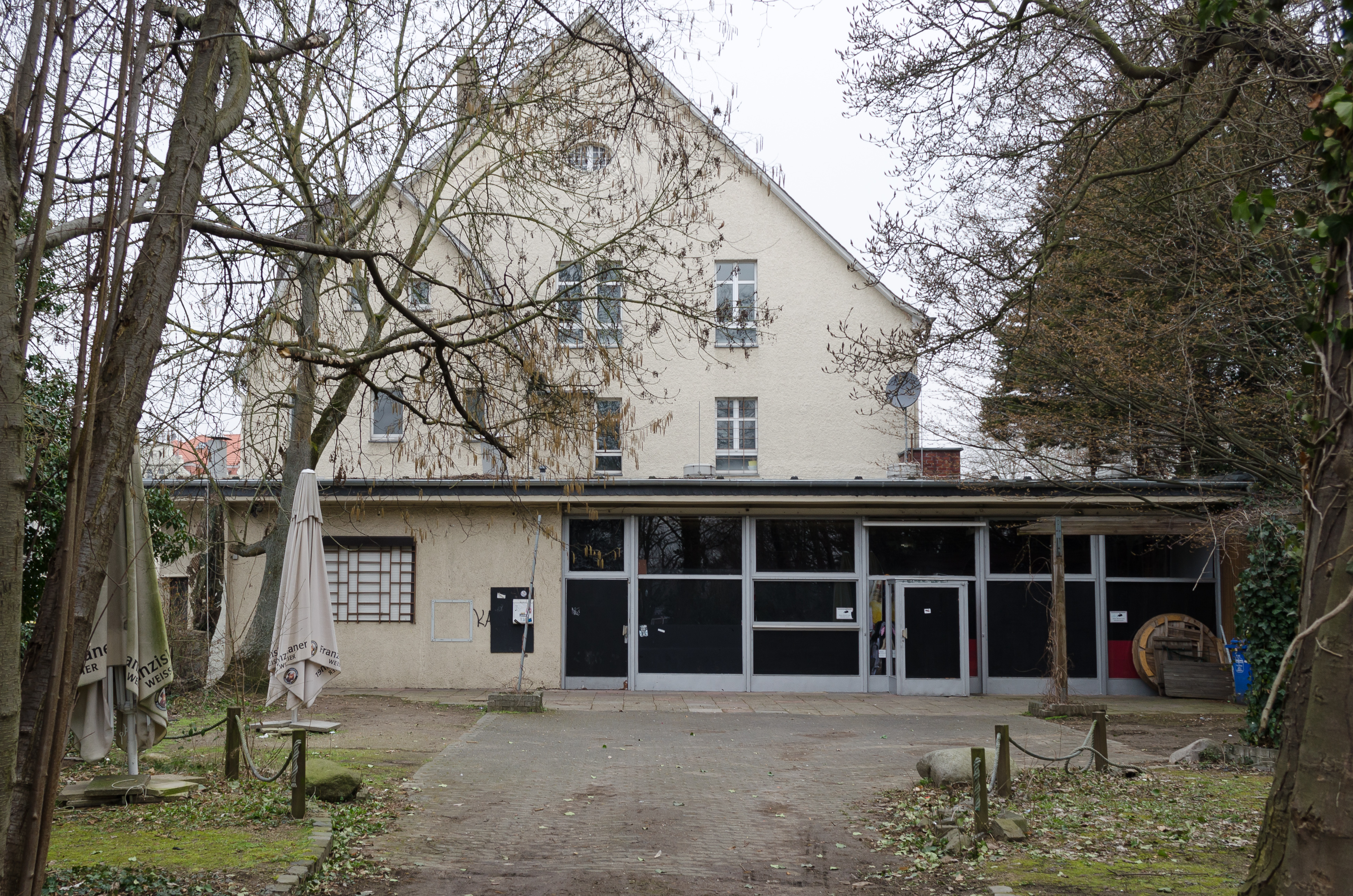
Eingang der Klangstation (2013)

Die Klangstation war ein Konzert-, Theater- und Veranstaltungssaal mit angegliederter Gastronomie im historischen und teilweise unter Denkmalschutz stehenden Bahnhofsgebäude von Bad Godesberg.

## Geschichte und Programmkonzept
Viele Jahre lang wurde die Räumlichkeit als Bahnhofsgaststätte genutzt, bis der Verein Bonner Rockmusiker (VBR) die Räumlichkeiten übernahm und grundlegend umbaute. Es entstanden ein Veranstaltungssaal mit einem Fassungsvermögen von etwa 100 Personen (bei Reihenbestuhlung, unbestuhlt ca. 300) mit einer der Raumgröße angemessenen Licht- und Tontechnik, eine Gaststätte im Bistrostil und eine Reihe von Proberäumen für dem VBR angeschlossenen Musikbands im Obergeschoss des Gebäudes. Als Name wurde »Klangstation« gewählt. Das Büro befand sich im einige hundert Meter entfernten Hansa-Haus.
Nach der Insolvenz des VBR 2002 ging die inzwischen heruntergewirtschaftete Klangstation zunächst an ein privates Betreiberehepaar, danach – nach rechtlichen und kulturpolitischen Auseinandersetzungen um die ehemaligen Fördermittel des VBR e.V. – an die neuen Mieter Christoph Bergerhausen und Gunnar Grau über. Diese besorgten vor und hinter den Kulissen einen Neuaufbau, sowohl technisch/räumlich als auch organisatorisch und programmatisch und – ohne öffentliche Fördermittel.
In dieser Zeit diente die Klangstation – neben der Vermietung an mehrere lokale Nachwuchs-Bands und der Gastronomie – als Veranstaltungsort für diverse, meist auf ein junges Publikum zugeschnittene Veranstaltungen wie Rock- und Popkonzerte, Jazz- und Bluessessions und Themenparties, aber auch für Theaterveranstaltungen, Lesungen, klassische Konzerte in kleiner Besetzung und Puppentheater für Kinder. Besonderes Ziel der Klangstation war dabei die Förderung des musikalischen Nachwuchses und eine kulturelle Bereicherung des durch den Bonn/Berlin-Umzug stark veränderten Bonner Stadtbezirkes Bad Godesberg.
Entsprechend dem an der Arbeit des VBR orientierten Konzept (Verquickung von internationalem Tourneebetrieb mit lokaler Kultur und Nachwuchsförderung) beschäftigte die Klangstation in dieser Zeit bis zu drei Auszubildende in den Bereichen Veranstaltungstechnik und -management, insgesamt wurden von 2002 bis 2007 sechs junge Leute ausgebildet.
Zu den in der Klangstation aufgetretenen Künstlern und Gruppen gehören u. a. Children of Bodom, Michael Holm, Voltaire, Extrabreit, Schandmaul, Eric Fish, Brian Auger, The Toasters, Schelmish, Knorkator, Alle im Schrank, The Slapstickers, Konstantin Gockel, Peter Hein, und die Piccolo Puppenspiele. Weiterhin diente sie als Veranstaltungsort zahlreicher musikalischer Nachwuchsförderungsprojekte wie z. B. "Jugend jazzt", dem Toys2Masters-Bandcontest (bis 2002) oder dem von Christoph Bergerhausen initiierten Schülerbandwettbewerb Popmotor.
Die Klangstation musste Ende 2007 ihren Betrieb einstellen, da die Deutsche Bahn den auslaufenden Mietvertrag nicht verlängerte. Im Spätsommer 2008 wurde die Lokalität nach einer Renovierung als Veranstaltungsort für Tanzveranstaltungen ohne Gastronomie wiedereröffnet.